# NGC 7059
NGC 7059 هي مجرة حلزونية قريبة جدا تبعد حوالي 80 مليون سنة ضوئية تقع في كوكبة الطاووس (كوكبة). لديه سرعة محسوبة من 1734 كم / ثانية. تم اكتشافه من قبل عالم الفلك جون هيرشل في 22 يوليو 1835.

## وصلات خارجية
- NGC 7059 على موقع ويكي سكاي: DSS2, SDSS, GALEX, IRAS, Hydrogen α, X-Ray, Astrophoto, Sky Map, Articles and images